# Julien Donkey-Boy
Julien Donkey-Boy és un film independent escrit i dirigit per Harmony Korine. La pel·lícula tracta de Julien, un jove esquizofrènic protagonitzat per l'actor escocès Ewen Bremner, i la seva família disfuncional. Julien Donkey-Boy és el sisè film realitzat sota les normes del Dogma 95 i el primer film fora d'Europa en aplicar els "vots de castedat" del Dogma 95.
L'estrena del film va ser en el Festival Internacional de Cinema de Venècia el setembre de 1999.

## Argument
La pel·lícula tracta sobre una família disfuncional formada per Julien (Ewen Bremner), un home jove amb esquizofrènia no tractada, la seva germana (Chloë Sevigny), el seu germà atlètic (Evan Neuman), i seu pare dominant alemany (Werner Herzog). Mentre el seu pare balla a la seva habitació amb discos de Dock Boggs mentre porta una careta antigàs, el seu germà contínuament treballa fora amb l'esperança de convertir-se en un lluitador, i Julien està caminant sovint pels carrers, o parlant amb ell mateix com el "Rei Julien".

## Producció
Era la primera pel·lícula americana feta d'acord amb el manifest danès Dogma 95. Rodada en MiniDV, la pel·lícula es va convertir en 16 mm abans d’explotar-la en 35 mm per a la còpia mestra. Korine va fer servir aquest mètode per donar-li un aspecte a la pel·lícula una baixa definició.

## Dogma 95
Korine va trencar algunes regles del Dogma 95 fent la pel·lícula. Per exemple, Dogma 95 estipula que tots els puntals s'han de trobar en la localització del rodatge. La criatura morta de Julien és un puntal trobat en la unitat de maternitat de l'hospital on l'escena es va rodar; va ser utilitzat pels infermers per practicar CPR prenatal. També, tot el treball de càmera se suposa que és a mà, però aquesta pel·lícula utilitza càmeres ocultes, tècnicament no a mà.
Malgrat aquestes transgressions, el comitè original de Dogma 95 va donar suport a  Julien Donkey-Boy . En una entrevista al DVD d’ Epidemic , Lars Von Trier, cocreador de Dogma 95, lloa l'habilitat de Korine per interpretar les regles creativament.

## Repartiment
- Ewen Bremner: Julien
- Chloë Sevigny: Pearl
- Werner Herzog: Pare
- Evan Neumann: Chris
- Joyce Korine: Àvia
- Chrissy Kobylak: Chrissy
- Victor Varnado: Rapper
- Brian Fisk:
- Virginia Reath:
- Alvin Law:
- Tom Mullica:
- Ricky Ashley:
- Carmela García: